# Wheaton Aston
Wheaton Aston – wieś w Anglii, w hrabstwie Staffordshire, w dystrykcie South Staffordshire. Leży 13 km na południowy zachód od miasta Stafford i 196 km na północny zachód od Londynu. W 2004 miejscowość liczyła 2529 mieszkańców.